# New York Stock Exchange

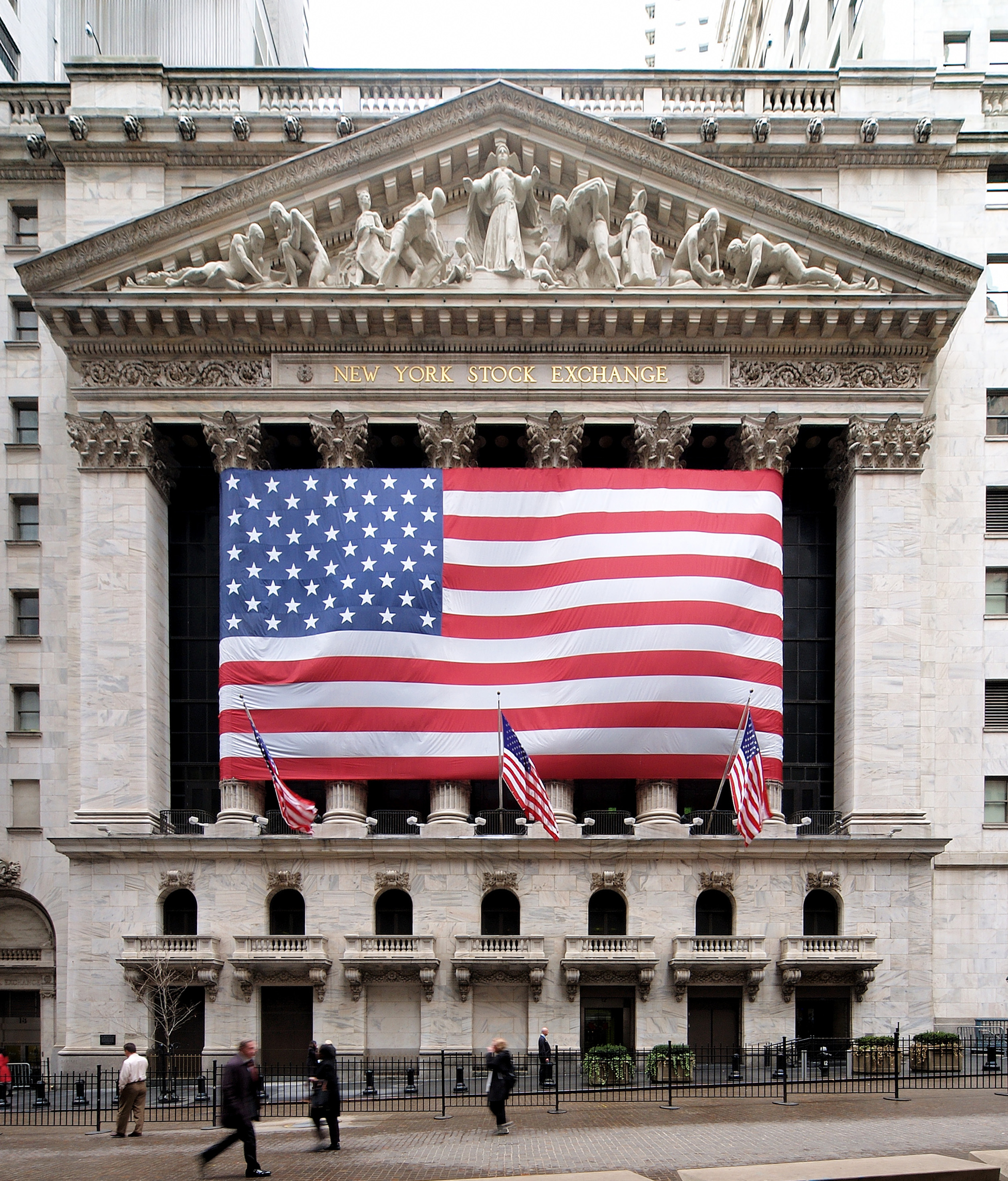
New York Stock Exchange, foto från 2008.

New York Stock Exchange (NYSE) är världens största börs med huvudbyggnad på Wall Street i New York. NYSE har 2 764 företag listade , och har ett marknadskapital på 25 biljoner dollar , enligt årssammanställningen 31 december 2006. NYSE förvärvade 2007 den europeiska börsen Euronext och bildade efter samgåendet bolaget NYSE Euronext.
1929 var New York-börsen centrum för Wall Street-kraschen som ledde senare till den stora depressionen.
NYSE är öppen för handel måndag till fredag från 9:30 till 16:00 ET, med undantag för helgdagar som i förväg deklarerats av börsen.